# Khumi Awa Chin jezik
Khumi Awa Chin jezik (ISO 639-3: cka), sinotibetski jezik kojim govori oko 60 000 ljudi (2006) u burmanskoj državi Rakhine u planinama Arakan.
Klasificira se poskupini khumi s jezikom khumi chin [cnk]. U iščekivanju je da se njegov kodni element povuče iz upotrebe i da se uklopi u mro chin [cmr] i da novo ime bude Mro-Khimi Chin kako govornici ovog jezika nazivaju sami sebe.

## Vanjske poveznice
- Ethnologue (14th)
- Ethnologue (15th)
- The Chin, Khumi Awa Language